# Helmut Goebel

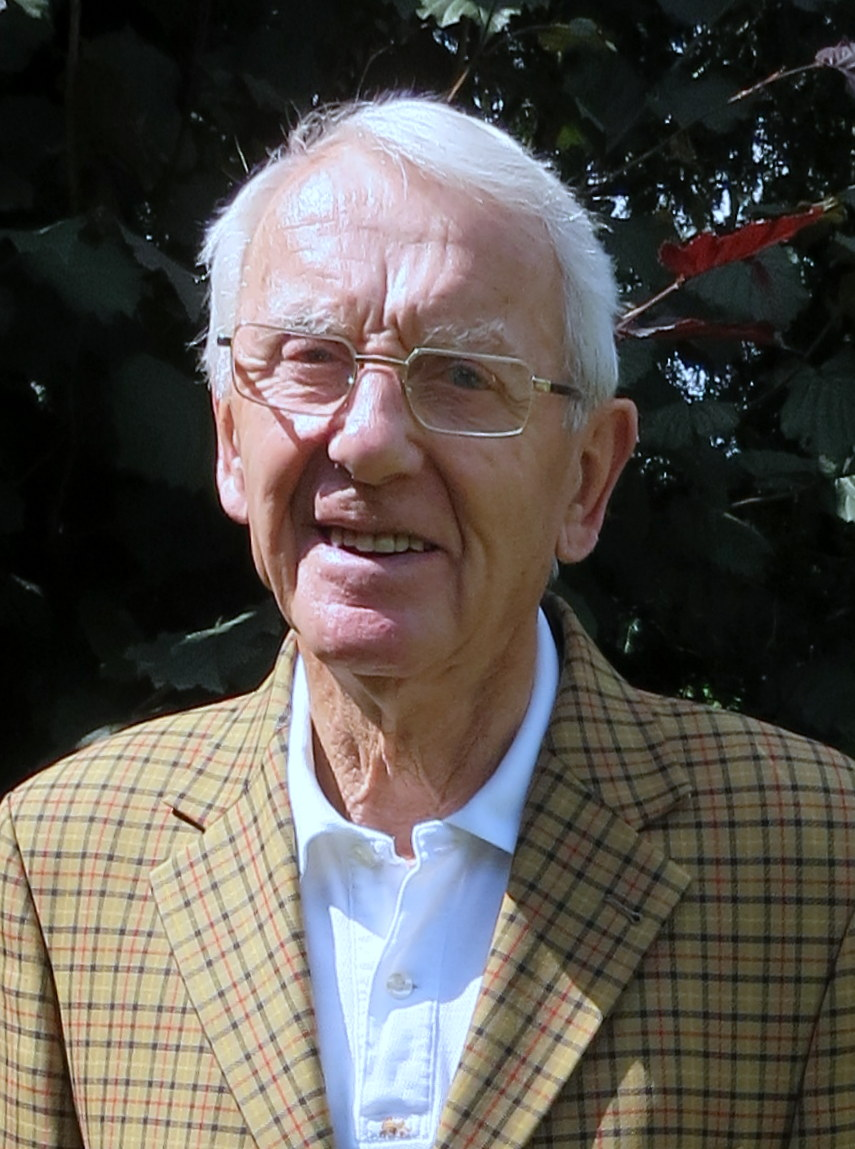
Helmut Goebel, 2017 in Münster

Helmut Joseph Goebel (* 23. Januar 1925 in Niederschwedeldorf, Landkreis Glatz, Provinz Niederschlesien; † 29. August 2023) war ein deutscher ehrenamtlicher Denkmalpfleger aus der ehemaligen Grafschaft Glatz. Im Laufe mehrerer Jahrzehnte hat er in seinem Heimatdorf Niederschwedeldorf, das 1945 an Polen gefallen ist und in Szalejów Dolny umbenannt wurde, viele Kulturdenkmäler durch eigene Arbeitsleistung vor dem Verfall gerettet. Mit seiner Unterstützung wurde der polnische Verein „Towarzystwo Archanioł Michał“ gegründet (deutsch: Verein Erzengel Michael), der die Restaurierung der Denkmäler organisiert und mitfinanziert.
Am 25. Juli 2014 verlieh ihm der damalige Ministerpräsident Bronisław Komorowski den Verdienstorden der Republik Polen.

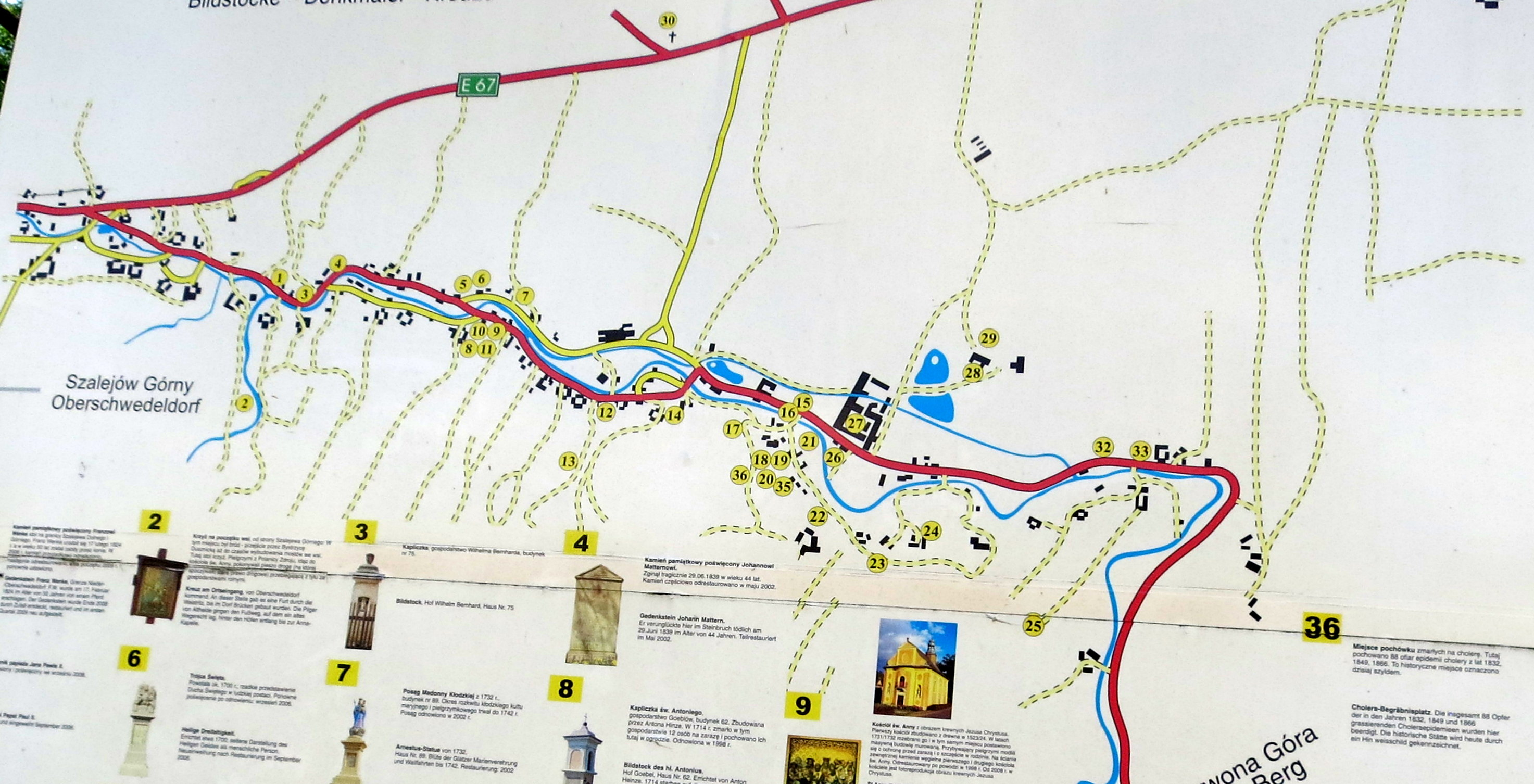
Überblick über Denkmäler der Gemeinde Niederschwedeldorf

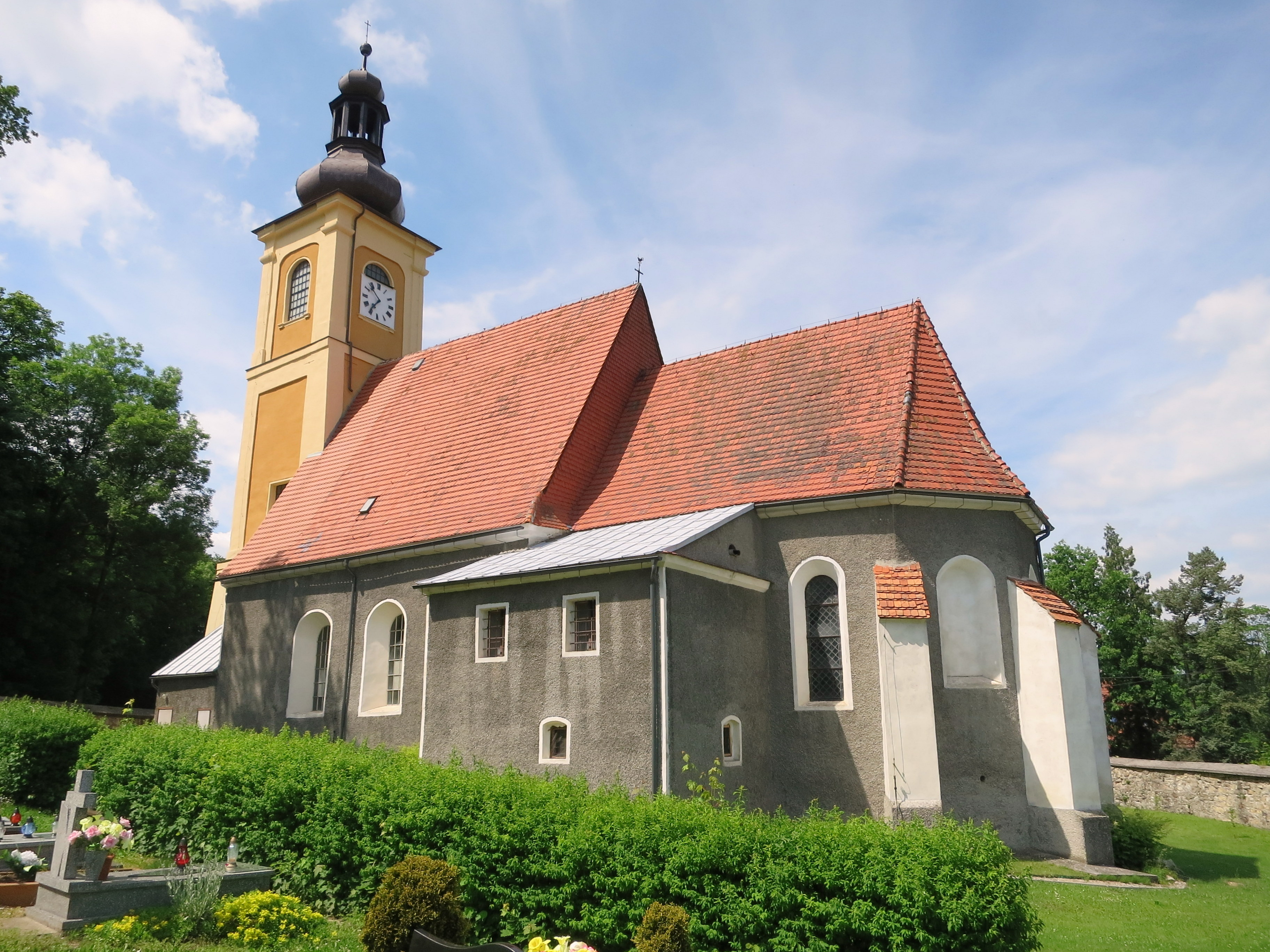
Die Pfarrkirche des Heimatdorfes

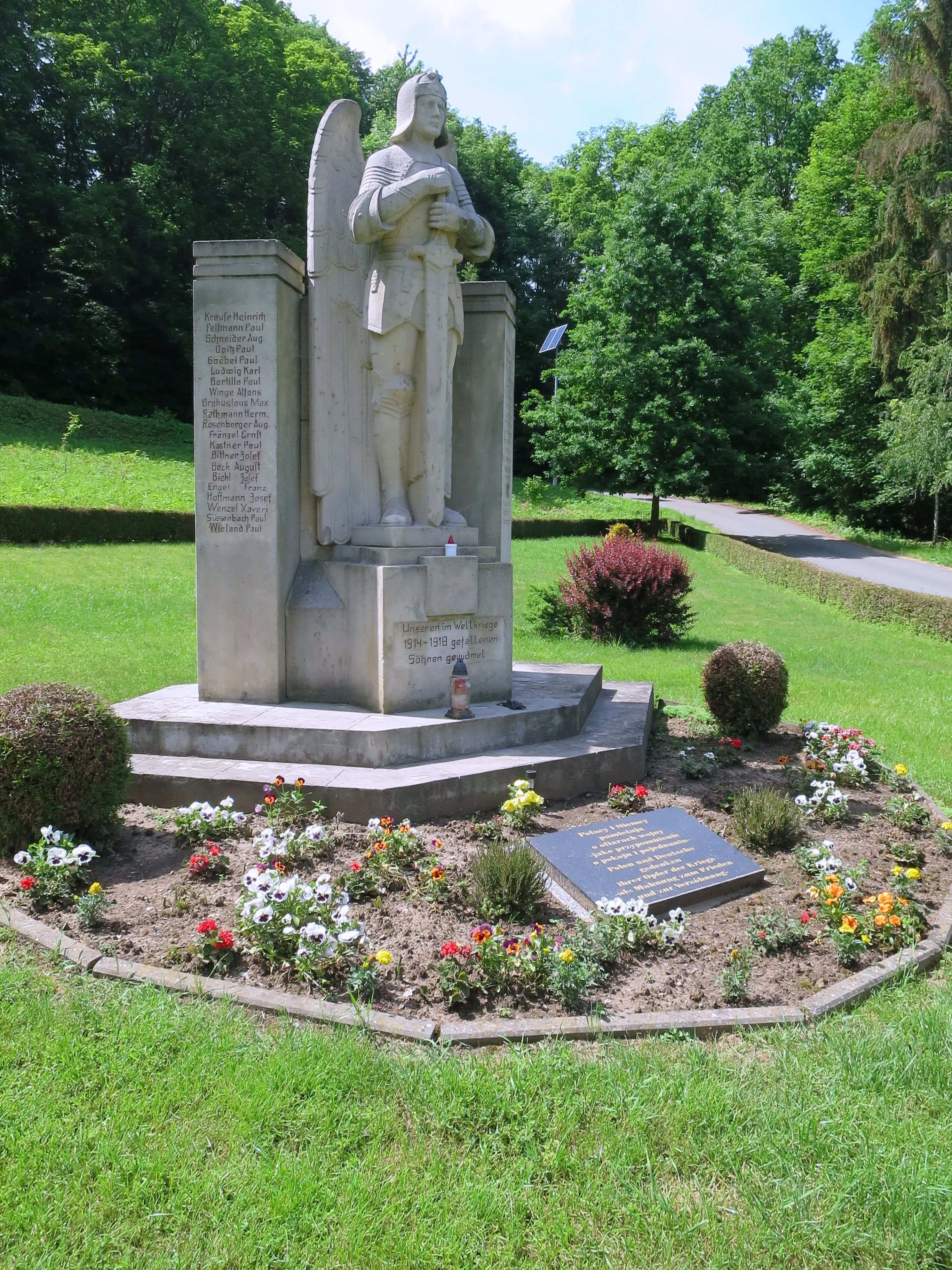
Renovierung und Versetzung des Kriegerdenkmals

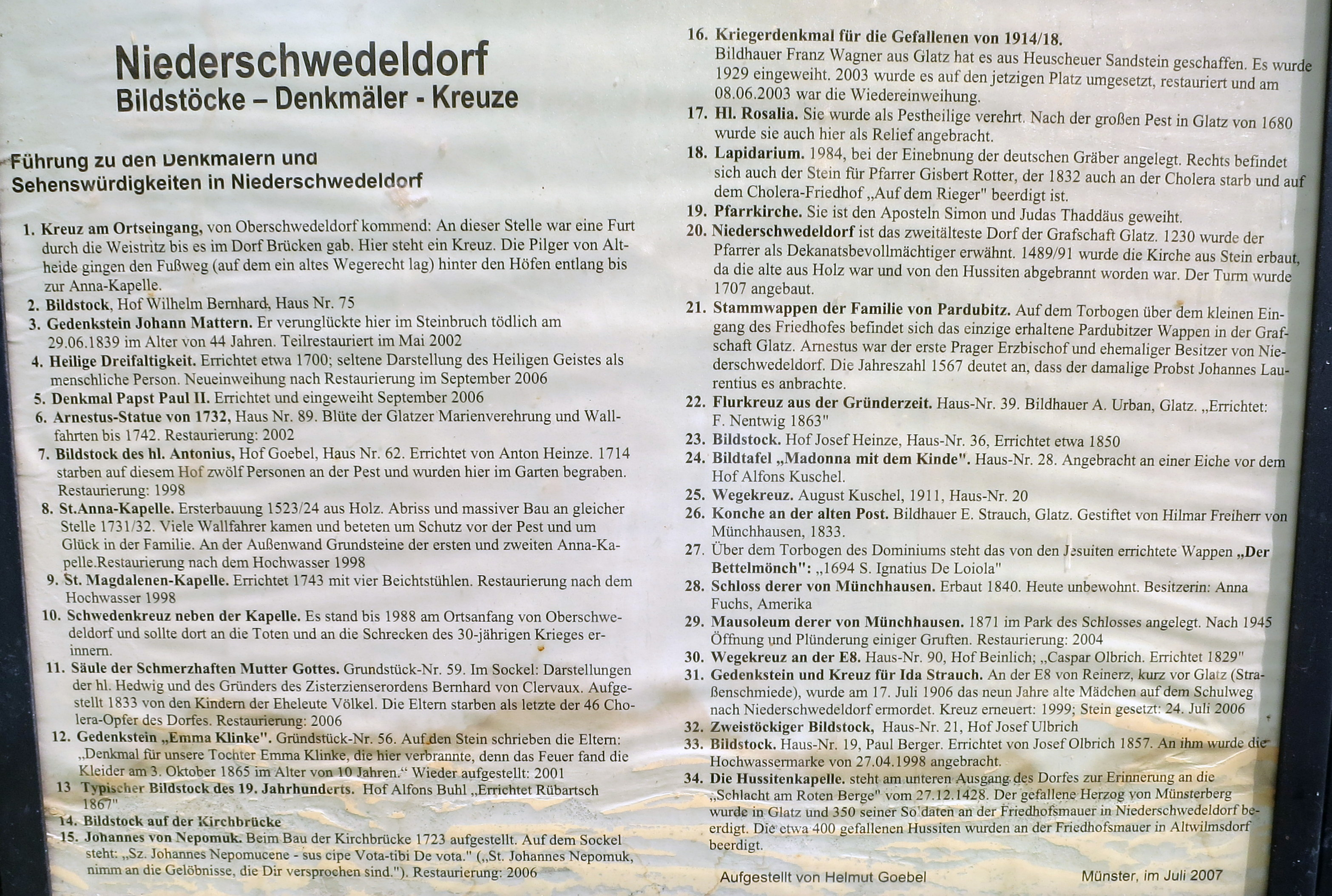
Eine Liste der Denkmäler am Eingang zum Friedhof

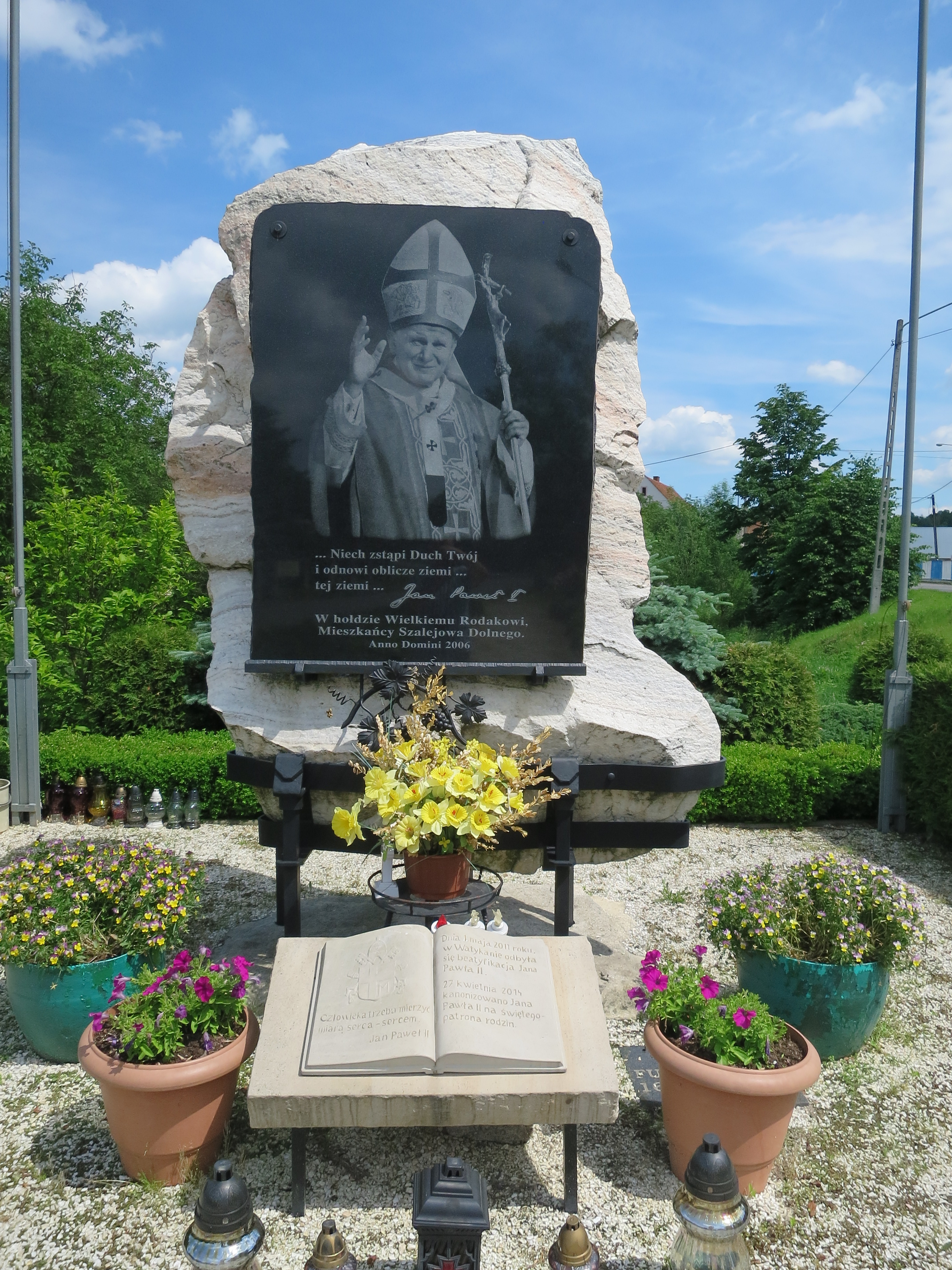
Denkmal für Papst Johannes Paul II. (aufgestellt 2012)

## Leben
Helmut Goebel wurde als zweiter Sohn eines Bauern geboren. Nach dem Abschluss der Volksschule in Niederschwedeldorf begann er auf dem väterlichen Hof eine Landwirtschaftslehre, die er in einem Betrieb in Niedersteine fortsetzte und abschloss. Nach dem Besuch der Winterschule 1941/42 wurde er im Januar 1943 zum Reichsarbeitsdienst und danach als Infanterist zur Wehrmacht einberufen. Wegen einer Kriegsverletzung an den Beinen musste er nach Kriegsende 1945 das Laufen neu erlernen. Zu dieser Zeit fiel Niederschwedeldorf wie fast ganz Schlesien an Polen. Am 5. und am 7. März 1946 wurde die deutsche Bevölkerung aus Niederschwedeldorf und Umgebung weitgehend vertrieben. Durch die Initiative der Lehrerin und Rektorin der Niederschwedeldorfer Schule blieb das Dorf vor einem vollständigen Auseinanderreißen bewahrt. Am 13. März 1946 wurde der Zielort erreicht: Oesede (Georgsmarienhütte). Einzelne fanden Unterkunft in Hilter, Oesede, Herford und Stolzenau. Da die meisten der Niederschwedeldorfer in Oesede wohnten, gründeten sie dort einen Heimatverein. Dadurch konnten die Beschäftigung mit der alten Heimat gefördert und gemeinsame Reisen dorthin organisiert werden.
Im Münsterland arbeitete Helmut Goebel als freiberuflicher Fachmann für Milchviehkrankheiten. Er heiratete 1953, gründete eine Firma und ließ sich in Münster nieder. Er beriet die Bauern, untersuchte deren Kühe und empfahl ihnen alles, was die Kühe benötigten, um gute Milch zu geben. In der Perestroika wurde er als Experte nach Russland geschickt, um dort die Kuhkrankheiten zu analysieren und zu bekämpfen.
Er verstarb am 29. August 2023 in Münster.

## Ehrenamtlicher Denkmalpfleger
Seit 1959 kehrte Helmut Goebel regelmäßig zurück in seine nun polnisch gewordene Heimat und besuchte vor allem sein Heimatdorf Niederschwedeldorf sowie die dort zurückgebliebenen Deutschen. Schon in den 1970er Jahren begann er, sich um die vorhandenen Klein- und Baudenkmäler zu kümmern. Nach der politischen Wende in den 1990er Jahren begann er, zuerst allein, dann auch mit polnischer Hilfe, ein Denkmal nach dem anderen zu restaurieren. Zum Teil mussten die Denkmäler versetzt werden, da sie kein solides Fundament hatten oder Bäume die Standfestigkeit beeinträchtigten. Unter Einsatz eigener finanzieller Mittel und mit großer eigener Arbeitsleistung gelang es ihm, bis 2009 36 vorhandene Baudenkmäler zu renovieren, wodurch die „Straße der Denkmäler in Szalejów Dolny/Niederschwedeldorf“ angelegt werden konnte.
Für seine Verdienste erhielt Helmut Goebel am 20. Januar 1986 das Bundesverdienstkreuz am Bande sowie 2014 den Verdienstorden der Klasse V der Republik Polen. Im September 2019 wurde ihm den Kulturpreis Schlesien des Landes Niedersachsen verliehen.

## Betreuung der Denkmäler durch polnischen Verein
Bis 2017 reiste Helmut Goebel 111 Mal nach Szalejów Dolny/Niederschwedeldorf. Neben der Restaurierung zahlreicher kulturhistorisch wertvoller Denkmäler aus sieben Jahrhunderten gelang es ihm, auch die polnische Bevölkerung zu begeistern und ihr die Wertschätzung für die vom Verfall bedrohten Denkmäler zu vermitteln. Auf seine Initiative hin wurde 2012 der Verein „Towarzystwo Archanioł Michał“ (Verein Erzengel Michael) in Szalejów Dolny/Niederschwedeldorf gegründet. Der Verein wurde nach dem dem Erzengel Michael geweihten Kriegerdenkmal benannt, dessen Versetzung auf einen würdigen Platz neben der Kirche die erste große Aufgabe war.
Dieser Verein verwaltet die Spendengelder zur Finanzierung der umfangreichen Arbeiten. Der Vorstand übernimmt notwendige Verhandlungen mit Behörden und Grundeigentümern; die Mitglieder übernehmen Hand- und Maschinenarbeiten, stellen Fahrzeuge zur Verfügung und pflegen die Grün- und Beetanlagen um die Denkmäler. Durch die finanzielle Unterstützung mit Spenden, besonders der Mitglieder der Heimatgruppe Niederschwedeldorf, konnten bis heute zahlreiche Bildstöcke, Gedenksteine, Kreuze usw. aus verschiedenen Epochen wiederhergestellt und gesichert werden. Helmut Goebels Anliegen war und ist es, diese alten Denkmäler wieder in den Zustand zu versetzen, wie sie sich vor 1939 zeigten.

## Straße der Denkmäler
Am 6. Juni 2009 wurde in Niederschwedeldorf die „Straße der Denkmäler“ eingeweiht. Schon vorher wurde das Kriegerdenkmal mit dem Erzengel Michael mit Hilfe eines schweren Krans auf einen neuen Platz neben der Kirche gestellt. Bevor mit der Renovierung der Figur des böhmischen Landesheiligen Johannes von Nepomuk begonnen wurde, erhielt sie einen neuen Betonsockel. Jeder Bildstock und jedes Denkmal wurde als einzelnes Projekt wiederhergestellt. Die Denkmalstraße beginnt am Denkmal für Papst Johannes II., das 2012 aufgestellt wurde. Dort befindet sich auch eine große Informationstafel. An der feierlichen Einweihung nahmen neben der einheimischen Bevölkerung u. a. der Bürgermeister von Szalejów Dolny/Altwilmsdorf, der Landrat des Powiat Kłodzki (Kreis Glatz), der Initiator Helmut Goebel sowie Abordnungen der Heimatgruppen aus Niederschwedeldorf und Oberschwedeldorf, beide aus Georgsmarienhütte, teil. Auch polnische Medien berichteten über Helmut Goebels ehrenamtlichen Einsatz.

## Tour der Denkmäler
Goebels Bemühungen, ein weitergehendes Projekt – eine „Tour der Denkmäler“ von Altheide Bad aus durch Ober- und Niederschwedeldorf, Altwilmsdorf und zurück nach Altheide Bad – zustande zu bringen, konnte aus verschiedenen Gründen nicht realisiert werden. Diese Tour sollte eine Wander- bzw. Fahrradtour für die Touristen und Kurgäste aus Polanica-Zdrój/Altheide Bad werden, wodurch die Attraktivität des Glatzer Landes (Ziemia Kłodzka) für den Fremdenverkehr zugenommen hätte.